# Bronzi dorati da Cartoceto di Pergola

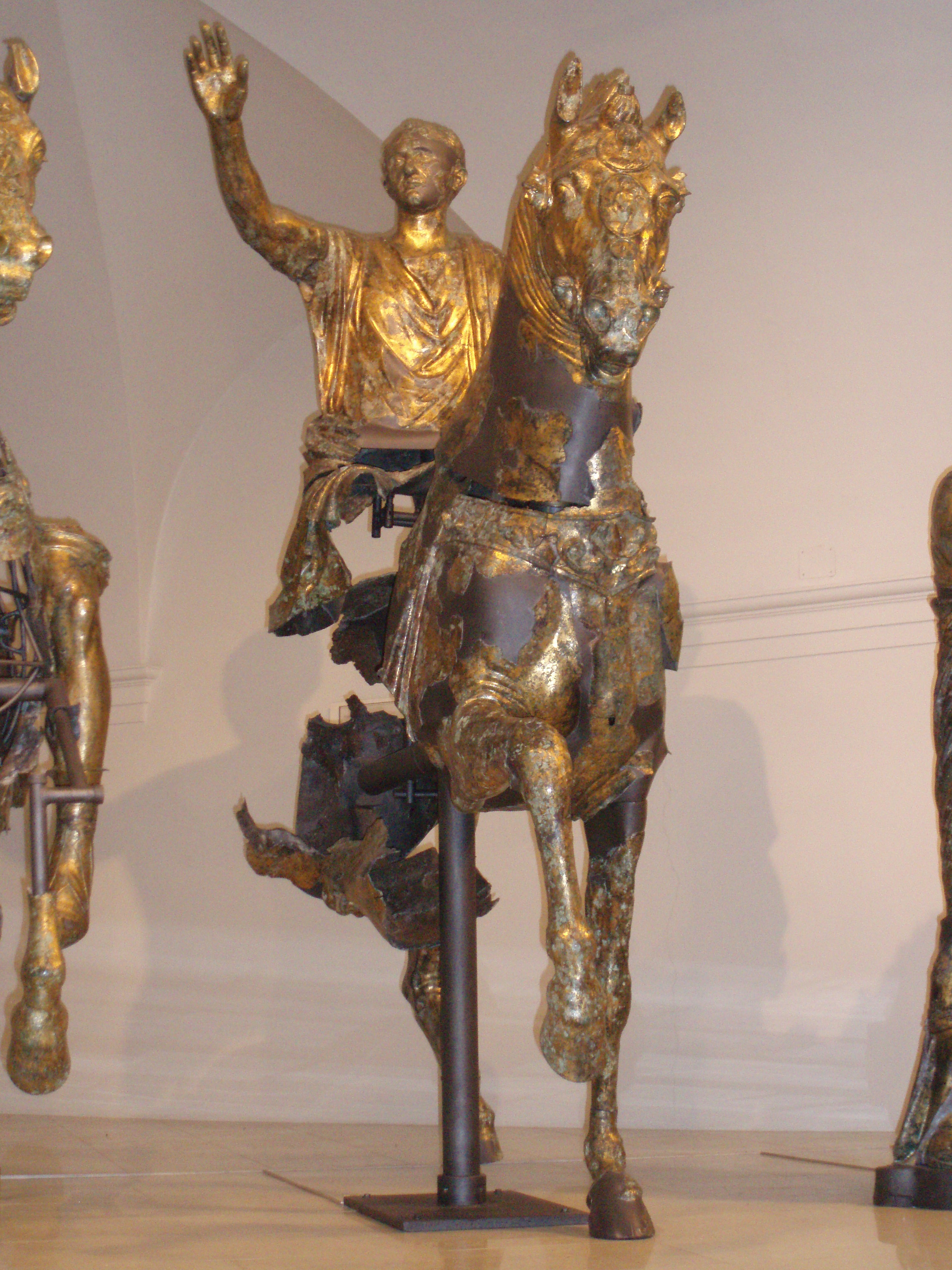
Il cavaliere

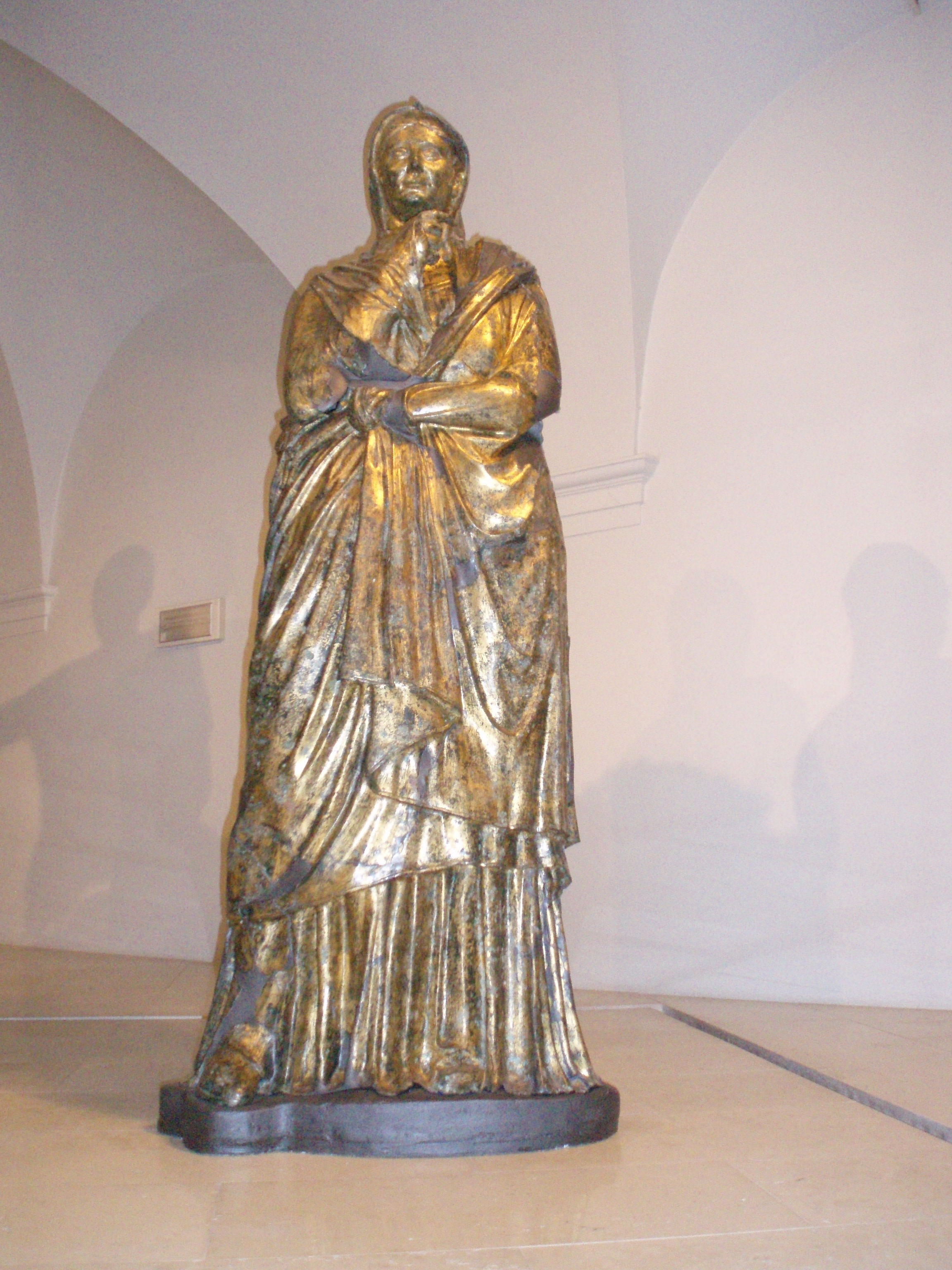
Figura femminile

I Bronzi dorati da Cartoceto di Pergola, o semplicemente Bronzi dorati di Pergola o Bronzi dorati da Cartoceto, sono un gruppo statuario equestre romano composto da due cavalieri, due cavalli e due donne in piedi; rappresentano l'unico gruppo scultoreo in bronzo dorato di provenienza archeologica rimastoci dell'epoca romana.

## Storia

### Ritrovamento e restauri
Centinaia di frammenti di bronzo dorato, del peso 9 quintali, vennero scoperti casualmente nel sottosuolo il 26 giugno 1946 in località Santa Lucia di Calamello, da due contadini che stavano scavando nel proprio campo, situato nella parrocchia di Cartoceto, nel comune di Pergola (PU). Il rinvenimento fu segnalato al canonico Giovanni Vernarecci, ispettore onorario di Fossombrone, dalla nipote Piera Vernarecci che, studentessa all'Università urbinate e fresca di esame in Storia dell'Arte, a seguito delle voci di un ritrovamento archeologico di grande valore, si era recata sul posto, inseguendo dettagli ed indicazioni frammentarie. Tutto era però già stato fatto sparire; nei pressi di una evidente e fresca copertura di uno scavo ella però trovò e raccolse un pezzetto di bronzo dorato che in serata portò allo zio. Questi si recò il giorno successivo sul luogo, insieme alle forze dell'ordine, ma non riuscì a farsi consegnare alcunché. Grazie alla sua testimonianza dattiloscritta siamo a conoscenza della circostanza fortunosa del ritrovamento e della sua effettuazione in stato di emergenza.
Il Vernarecci, preoccupato per la sorte dei reperti, chiamò con urgenza il Museo archeologico nazionale delle Marche di Ancona, dove, a causa della situazione di emergenza del dopoguerra, era in servizio un solo salariato giornaliero: l'archeologo Nereo Alfieri. Nonostante i disagi derivati dai bombardamenti che avevano semidistrutto la sede del Museo, l'Alfieri si recò sul luogo del ritrovamento e prese possesso dei frammenti di bronzo dorato che erano appena stati scavati, mentre il proprietario del terreno si era recato urgentemente a Roma; sospettando che il viaggio improvviso fosse dovuto all'intenzione di contattare il mercato antiquario clandestino, il dipendente sequestrò i reperti nel nome dello Stato e fece in modo di farsi consegnare altri frammenti precedentemente occultati. Nel frattempo avvertì i Carabinieri di Roma, che controllarono l'attività degli antiquari della capitale per prevenire una eventuale vendita illegale.
Il primo restauro fu compiuto dal restauratore Bruno Bearzi di Firenze, che per più di dieci anni offrì il suo lavoro gratuitamente solo per l'onore di operare su un monumento così prezioso. Il restauro si presentò assai difficoltoso, a causa del numero elevatissimo (diverse centinaia) dei frammenti, e anche perché i pezzi si presentavano deformati intenzionalmente prima del sotterramento. Nel 1959, terminato il restauro di Bearzi, fu finalmente possibile esporre i bronzi al Museo archeologico nazionale delle Marche, dove rimasero visibili sino al 1972.
Dal 1972 al 1988 i bronzi dorati furono oggetto di un secondo restauro, ad opera del laboratorio di restauro della Soprintendenza alle antichità di Firenze; ciò ha permesso d'integrare nelle statue altri numerosi frammenti precedentemente non assemblati, fino ad arrivare alla ricomposizione di 318 frammenti nei quattro personaggi, due maschili a cavallo e due femminili stanti. Al termine del restauro, dopo essere stati esposti per sei mesi al Museo Archeologico di Firenze, i bronzi dorati tornarono ad essere esposti al Museo archeologico nazionale delle Marche, ma questa volta non più come singoli pezzi, ma come un gruppo statuario unico. Oramai era chiaro che essi rappresentavano l'unico gruppo scultoreo in bronzo dorato rimastoci dell'epoca romana.

### Collocazione originaria
Il gruppo è stato rinvenuto fuori da qualsiasi contesto urbano, non molto distante dall'intersezione tra la via Flaminia e la via Salaria Gallica.
Il luogo di ritrovamento, isolato e periferico nel contesto storico antico, fa pensare che il gruppo sia stato rimosso dalla sua originale collocazione e accantonato in un ripostiglio in età tardoantica o bizantina, alcuni ipotizzano a causa di una damnatio memoriae ma questa tesi è oggi sempre meno accreditata.

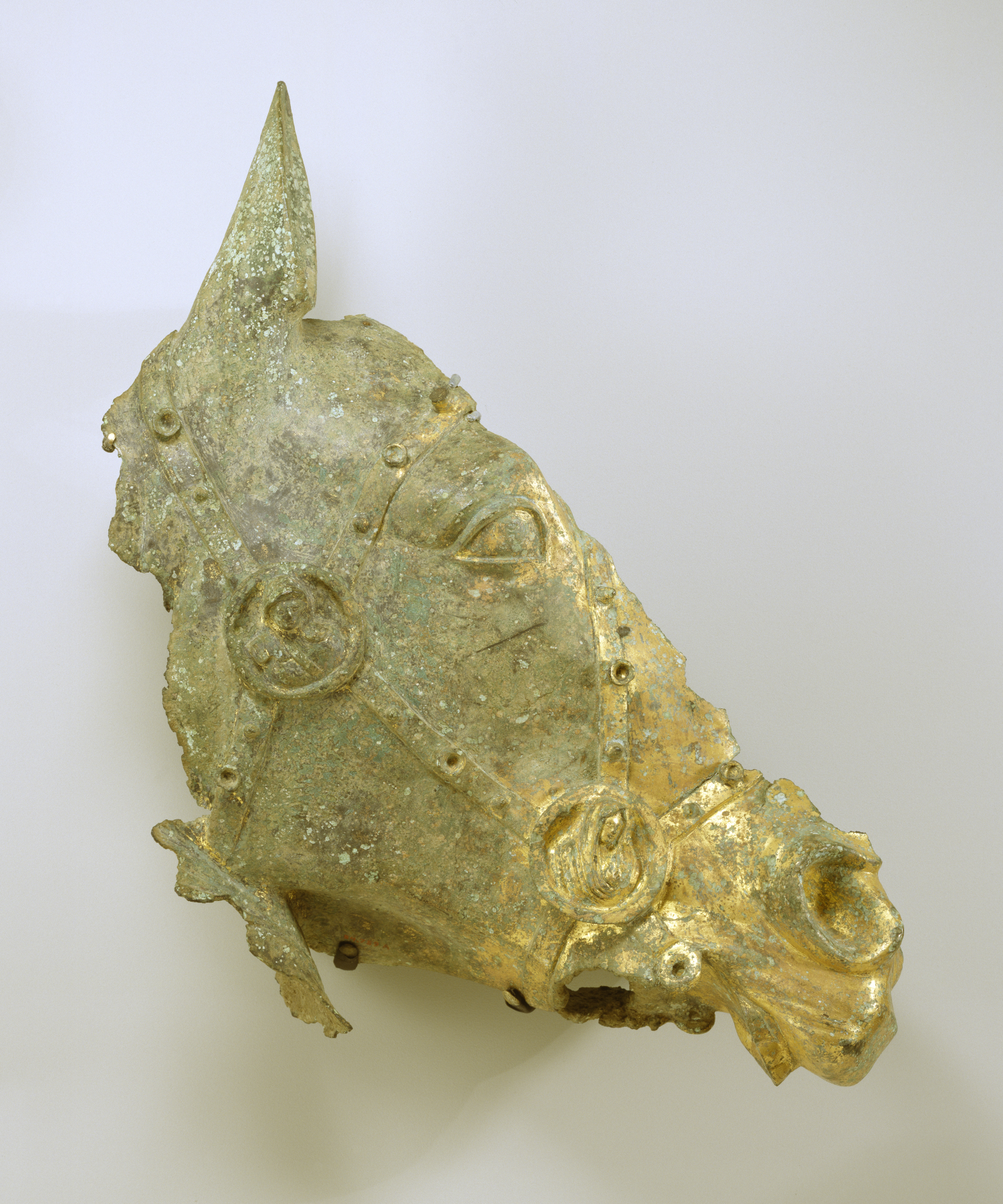
Testa equina in bronzo dorato da Suasa, ora al Walters Art Gallery di Baltimora

Il luogo dell'originale collocazione è ancora incerto e le ipotesi elaborate dagli studiosi sono numerose. Una di queste vuole che il gruppo sia stato posto su un basamento in un'area pubblica (probabilmente il foro) di una delle città romane vicine al luogo del ritrovamento: Forum Sempronii, (Fossombrone) che è la città più vicina, oppure Sentinum (Sassoferrato), dove è attestata l'esistenza di una fonderia per grandi statue, od anche Suasa, perché da questa città provengono grossi frammenti di un analogo cavallo di bronzo dorato ora conservati alla Walters Art Gallery di Baltimora, USA.

### Identificazioni
Il gruppo è composto da due cavalieri, due donne e due cavalli. Tutti i personaggi probabilmente facevano parte di un'unica famiglia di rango senatoriale. L'identificazione dei personaggi è incerta e nel tempo si sono susseguite diverse ipotesi.
Ipotesi di Sandro Stucchi
Inizialmente Sandro Stucchi identificò il gruppo con la famiglia imperiale dei Giulio-Claudi, datando le statue tra il 20 e il 30 e si erano interpretati i cavalieri come Nerone Cesare figlio di Germanico e Druso III e le donne come Livia Drusilla e Agrippina maggiore.
Ipotesi di Filippo Coarelli
Una seconda ipotesi prevede una datazione nell'età cesariana tra il 50 a.C. e il 30 a.C. e identifica i personaggi come appartenenti ad una prestigiosa famiglia legata al territorio del ritrovamento, l'ager Gallicus. All'interno di questo inquadramento storico rimangono diverse ipotesi d'identificazione: le principali proposte vedono da una parte la famiglia dei Domizi Enobarbi, dall'altra la coppia composta da Marco Satrio (senatore e patrono di Sentinum, odierna Sassoferrato) e Lucio Minucio Basilo (originario di Cupra Maritima, odierna Cupra Marittima, futuro cesaricida).
Ipotesi di Lorenzo Braccesi
Il professor Lorenzo Braccesi dell'università di Padova, si è invece limitato ad identificare i personaggi come appartenenti ad una famiglia di altro rango, di tarda età repubblicana, senza però escludere l'ipotesi che il gruppo sia stato realizzato posteriormente, in età augustea, mentre la collocazione più probabile sarebbe Pisarum, l'antica Pesaro.
Ipotesi di Viktor H. Böhm
Un'ulteriore ipotesi, elaborata dal professor Viktor H. Böhm dell'università di Vienna, vede il gruppo collocato originariamente nell'esedra dell'Heraion di Samo e i personaggi appartenenti alla famiglia di Cicerone, identificando con il cavaliere Cicerone stesso.
Altre ipotesi
Una delle ipotesi più recenti, esposta dal professor Mario Pagano, è quella secondo la quale la statua del cavaliere meglio conservato rappresenterebbe Lucio Licinio Varrone Murena, l'altra statua virile il padre Lucio Licinio Murena e infine la statua muliebre meglio conservata raffigurerebbe Terenzia, sposa di Gaio Cilnio Mecenate e sorella adottiva di Lucio Licinio Varrone Murena. Tutti essi sarebbero quindi personaggi di spicco della Roma del I secolo avanti Cristo. In articoli apparsi su stampa locale nel gennaio 2014, il riminese Danilo Re ipotizza che i bronzi potrebbero aver coronato l'Arco d'Augusto di Rimini e rappresenterebbero: Giulio Cesare (il cavaliere superstite); Ottaviano Augusto (il cavaliere mancante, ma col cavallo più alto); Azia maggiore, madre di Ottaviano (la matrona integra); Giulia minore, madre di Azia e sorella di Cesare (la matrona frammentaria).

### La contesa

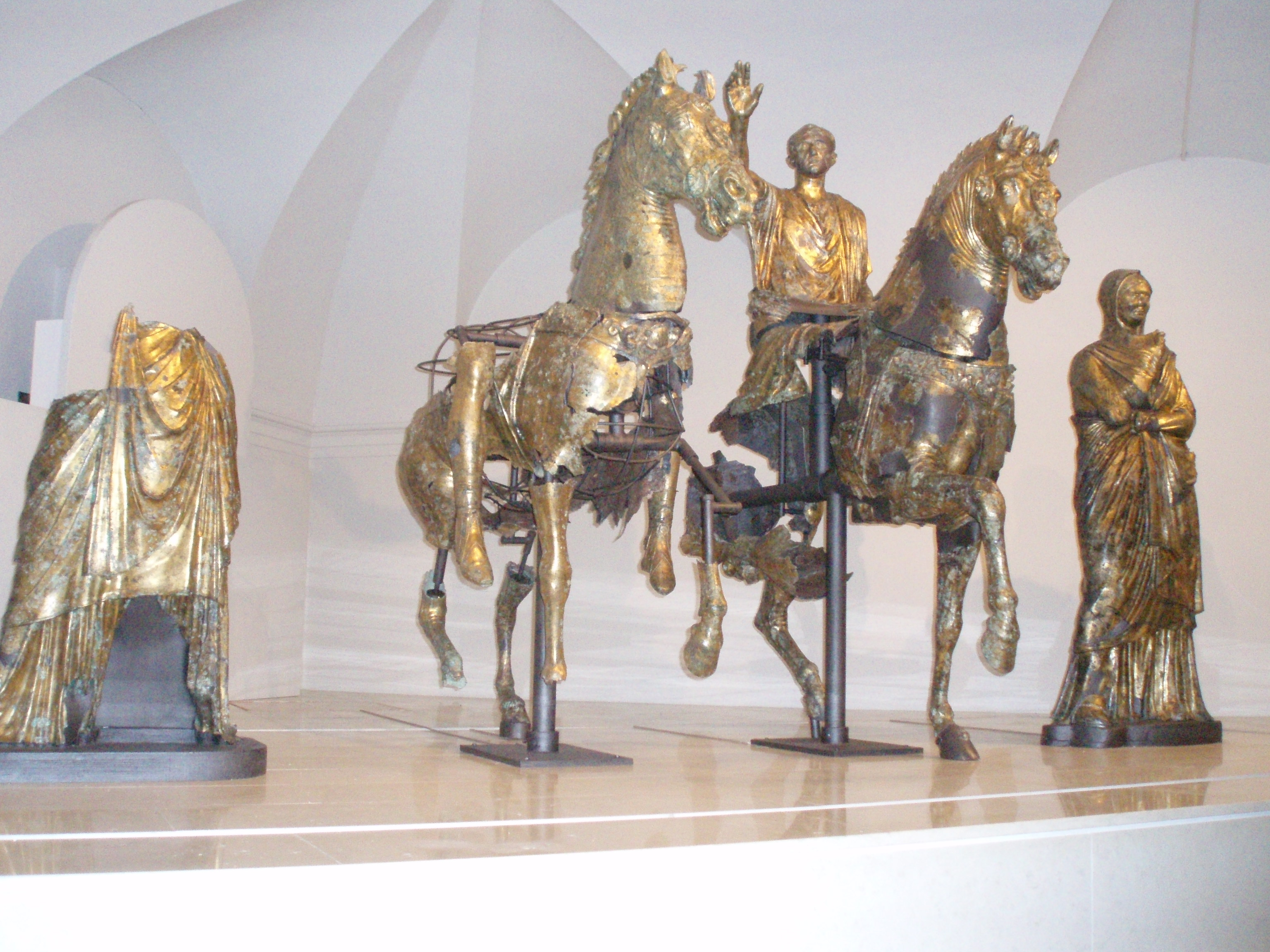
Veduta d'insieme del gruppo

Il gruppo, esposto fino al 1972 al Museo archeologico nazionale delle Marche di Ancona, fu in quell'anno consegnato alla Soprintendenza archeologica di Firenze per un nuovo restauro, al fine di reintegrare tutti i frammenti non ancora assemblati, che erano in deposito nella città medicea e, tra l'altro, erano stati danneggiati dall'alluvione di Firenze. A restauro completato, nel 1987, i bronzi dorati furono esposti in mostra ad essi dedicata al Museo Archeologico di Firenze e poi restituiti al museo nel 1988 e nello stesso anno date in prestito per una mostra che si tenne nel comune nel quale esse erano state ritrovate: Pergola.
Alla scadenza del prestito le statue però non vennero riconsegnate; quando, il 17 febbraio 1989 la soprintendente Delia Lollini si recò a Pergola per farsi riconsegnare i reperti, venne circondata da una folla e investita da fischi, insulti, spintoni e sputi. Nello stesso momento, le statue vennero murate nella scuola dove erano temporaneamente esposte, per evitare che tornassero ad Ancona. Protagonisti del gesto furono il senatore Giorgio Tornati (PCI) e il deputato Giuseppe Rubinacci (MSI) anche se a trent'anni di distanza l'ex sindaco di Pesaro, in un'intervista a il Resto del Carlino, ha rivelato che si trattò soprattutto di un gesto simbolico, così come caddero tutte le accuse in quanto vi era un ingresso secondario, non murato.
Iniziò così una lunga e dura contesa tra la Soprintendenza per i Beni Archeologici delle Marche e il comune di Pergola sul luogo in cui i bronzi dorati dovessero essere esposti: al Museo Archeologico Nazionale delle Marche, sito ad Ancona, od in un nuovo museo da istituirsi a Pergola, luogo del rinvenimento? La contesa fu accesissima, a causa della straordinaria rilevanza archeologica del reperto. Nel frattempo i bronzi dorati, esposti in luogo con clima non controllato, cominciarono a manifestare segni di danneggiamento delle superfici, e fu necessario un terzo restauro.

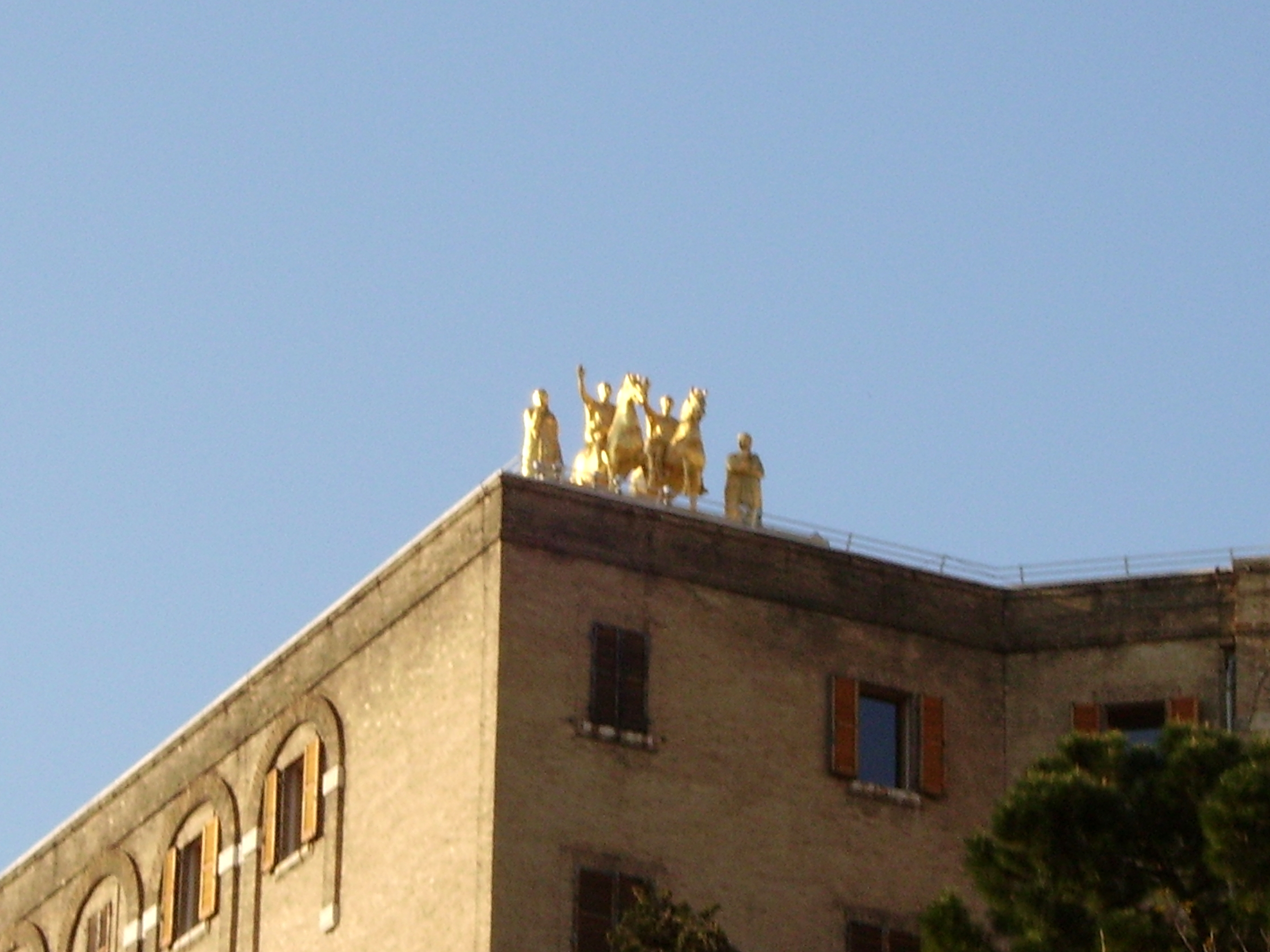
Le copie ricostruttive dei Bronzi dorati sulla sommità del Museo archeologico nazionale delle Marche

Nel 2001 il Ministero dei Beni Culturali stabilì un compromesso che vide l'alternarsi dei bronzi dorati originali e di una perfetta copia tra il Museo archeologico nazionale delle Marche e il Museo dei bronzi dorati e della città di Pergola, creato all'uopo. Un'altra copia che rappresenta i bronzi dorati non allo stato di conservazione attuale, ma nello splendore originale, venne posizionata in Ancona sul tetto di palazzo Ferretti (sede del Museo archeologico nazionale delle Marche) come simbolo dell'archeologia marchigiana.
Nel 2008 una sentenza (n. 3066) del Consiglio di Stato interruppe il pendolarismo delle sculture, affidando de facto le opere al comune di Pergola ed al suo museo; il comune di Ancona e la provincia di Ancona presentarono ricorso contro questa decisione.
Il 26 novembre 2011 il Consiglio di Stato (in seguito al ricorso sporto dal Comune di Ancona) ha annullato la decisione del 2008 riabilitando la convenzione del 27 luglio 2001 sul pendolarismo (sei mesi a Pergola, sei ad Ancona) e chiedendo decisioni condivise da parte delle province e dei comuni interessati.
Il 9 maggio 2012 il comitato dei tecnici del Ministero per i Beni e le Attività Culturali ha deciso di affidare il gruppo bronzeo alla collezione archeologica più importante del territorio, ovvero al Museo archeologico nazionale delle Marche di Ancona. La sentenza non ha avuto seguito: i bronzi dorati sono ancora esposti al museo di Pergola, mentre il Comune di Pergola e la Provincia di Pesaro-Urbino hanno a loro volta presentato ricorso contro la decisione del Ministero.

## Il museo dei bronzi dorati a Pergola
Nel 1999 Pergola costruì un museo «su misura» per le statue, dotato di una sala climatizzata con temperatura ed umidità costanti: il «Museo dei bronzi dorati e della città di Pergola». 
Fatta eccezione per una mostra temporanea nel 2008 in Canada dal 2002 le statue sono esposte a Pergola nel museo a loro dedicato. Nel 2019 l’allestimento è stato trasformato in una sala immersiva curata dal fisico Paco Lanciano (consulente per Piero ed Alberto Angela per le trasmissioni televisive Quark e Superquark). Filmati e giochi di luce mettono i Bronzi Dorati al centro della narrazione in un racconto che ne spiega la storia e la genesi.

## Descrizione
Cavaliere
Il cavaliere che si è meglio conservato è un uomo maturo (40 anni circa), il cui abbigliamento (paludamentum e tunica) lo identifica come un militare di alto rango in tempo di pace, circostanza questa che è confermata dal braccio destro elevato come segno di pace. Dell'altro cavaliere non rimangono che pochi frammenti.
Donna
La donna è rappresentata in età avanzata e l'acconciatura ellenistica (caratteristica della seconda metà del I secolo a.C.) ha permesso la retrodatazione del gruppo. La donna è vestita con una stola ed una palla. Anche per le figure femminili lo stato di conservazione è ben differente, mentre una donna è praticamente integra dell'altra è stata rinvenuta solamente la porzione tra il basamento e la vita.
Cavalli
I cavalli si presentano incedenti con una zampa anteriore alzata. Il pettorale è decorato con tritone e nereide, cavalli marini e delfini. Le bardature sono adornate con falere di metallo su cui sono rappresentati con funzione protettiva diversi dei: Giove, Venere, Marte, Giunone, Minerva, Mercurio.

## Tecnica e materiali
La tecnica fusoria è quella della cera persa indiretta, la lega metallica utilizzata è di rame con tracce di piombo, successivamente alla fusione si è applicata una doratura a foglia.